# L'Arme fatale (série télévisée)
Pour les articles homonymes, voir L'Arme fatale (homonymie).
L'Arme fatale (Lethal Weapon) est une série télévisée américaine en 55 épisodes de 42 à 46 minutes adaptée de la série de films éponymes par Matt Miller, et diffusée entre le 21 septembre 2016 et le 26 février 2019 sur le réseau Fox et en simultané sur le réseau Citytv au Canada.
En Belgique, la série est diffusée depuis le 26 avril 2017 sur La Deux, en Suisse depuis le 30 avril 2017 sur RTS Un, en France depuis le 2 mai 2017 sur TF1,, sur TFX en 2020 et Série club en 2022, et au Québec depuis le 2 juillet 2017 sur Prise 2 puis rediffusée en clair à partir du 3 avril 2018 sur le réseau TVA.

## Synopsis
Roger Murtaugh, un policier vétéran cardiaque, fait équipe avec Martin Riggs, ancien Navy SEAL originaire du Texas, dans les rues de Los Angeles. Le second, traumatisé par la mort de sa femme enceinte, a des tendances suicidaires l'amenant sans cesse à repousser ses limites et à prendre des risques insensés pour mettre les criminels hors d'état de nuire. Le duo, bien qu'improbable, est efficace mais leurs aventures finissent souvent par des dégâts financiers importants au grand dam de leur capitaine, Brooks Avery. Le Docteur Maureen Cahill, psychiatre de la police, suit Riggs afin de l'amener à se confier sur ses sentiments.

## Distribution

### Acteurs principaux
- Damon Wayans (VF : Serge Faliu) : Roger Murtaugh
- Clayne Crawford (VF : Valentin Merlet) : Martin Riggs (saisons 1 et 2)
- Keesha Sharp (VF : Maïté Monceau) : Trish Murtaugh
- Kevin Rahm (VF : Pierre Tessier) : Capitaine Brooks Avery
- Jordana Brewster (VF : Laëtitia Lefebvre) : Dr Maureen « Mo » Cahill (saisons 1 et 2 - invitée saison 3)
- Johnathan Fernandez (VF : Eilias Changuel) : Bernard « Scorsese »
- Michelle Mitchenor (VF : Laëtitia Laburthe) : Sonya Bailey
- Chandler Kinney (VF : Célia Diane) : Riana Murtaugh
- Dante Brown (VF : Jim Redler) : Roger « RJ » Murtaugh Jr.
- Seann William Scott (VF : Thomas Roditi) : Wesley « Wes » Cole (saison 3)

### Acteurs récurrents
- Thomas Lennon (VF : Laurent Morteau) : Leo Getz
- Hilarie Burton (VF : Laura Préjean) : Karen Palmer (saisons 1 et 2)
- Floriana Lima (VF : Olivia Luccioni) : Miranda Riggs, l'épouse décédée de Riggs (saisons 1 et 2)
- Tony Plana (VF : Guy Chapellier) : Ronnie Delgado, le père de Miranda (saisons 1 et 2)
- Richard Cabral (VF : Emmanuel Garijo) : Alejandro Cruz (saison 1)
- Michelle Hurd (VF : Zaïra Benbadis) : Gina Santos (saison 2)
- Andrew Creer (VF : Martin Faliu) : Zach Bowman (saison 2)
- Rex Linn (VF : Jean-François Aupied) : Nathan Riggs, le père de Martin Riggs (saison 2)
- Kristen Gutoskie (VF : Alexandra Ansidei) : Molly Hendricks (saison 2)
- Maggie Lawson (VF : Laura Blanc) : Natalie Flynn, l'ex-femme de Cole (saison 3)
- Mykelti Williamson (VF : Thierry Desroses) : Tom Barnes (saison 3)
- Shay Rudolph (VF : Maryne Bertieaux) : Maya, la fille de Cole (saison 3)
- Paola Lázaro (VF : Youna Noiret) : Luisa « Louie » Gutierrez (saison 3)
- Nishi Munshi (VF : Stéphanie Hédin) : Erica Malick (saison 3)
- Jonathan Sadowski (VF : Thierry Wermuth) : Andrew, le compagnon de Natalie (saison 3)

Version française
- - Société de doublage : TVS[10]
  - Direction artistique : Pauline Brunel[10]
  - Adaptation : David Jacomy, Julien Sibre et Aurélia Mathis[11]

 Source et légende : version française (VF) sur RS Doublage

## Production

### Développement
En octobre 2015, Fox acquiert le projet d'adaptation cinématographique, de la franchise L'Arme Fatale, avec Matt Miller à l'écriture du pilote,. Ensuite le 12 février 2016, Fox valide le projet avec la commande officielle du pilote.
Le 10 mai 2016, le réseau Fox annonce officiellement après le visionnage du pilote, la commande du projet de série avec une commande initiale de treize épisodes, pour une diffusion lors de la saison 2016 / 2017.
Le 16 mai 2016, lors des Upfronts 2016, Fox annonce la diffusion de la série pour l'automne 2016.
Le 16 juin 2016, Fox annonce la date de lancement de la série au 21 septembre 2016.
Le 12 octobre 2016, Fox commande cinq épisodes supplémentaires, portant la saison à dix-huit épisodes,.
Le 22 février 2017, la série est reconduite pour une deuxième saison de vingt-deux épisodes,.
Le 13 mai 2018, la série est renouvelée pour une troisième saison sans Clayne Crawford remplacé par Seann William Scott dans le rôle du coéquipier de Murtaugh.
Le 12 octobre 2018, la production annonce l'ajout de deux épisodes supplémentaires à la troisième saison.
Le 10 mai 2019, la Fox met un terme à la série après la 3e saison.

### Attribution des rôles
L'annonce de la distribution des rôles a débuté en février 2016, avec l'arrivée de Damon Wayans, dans le rôle de Roger Murtaugh, tenu par Danny Glover dans la version cinématographique, il est rejoint au cours du mois par Golden Brooks (en), qui obtient le rôle de Trish Murtaugh, interprété dans la version grand écran par Darlene Love.
Le 3 mars 2016, Jordana Brewster obtient le rôle du Dr Maureen « Mo » Cahill, rejoint deux jours plus tard par Kevin Rahm qui sera le Capitaine Avery.
Le 10 mars 2016, Clayne Crawford rejoint la distribution dans le rôle de Martin Riggs, joué par Mel Gibson, dans la version cinématographique. Le 15 mars 2016, Chandler Kinney obtient le rôle de Riana Murtaugh.
Le 17 mars 2016, est annoncé que Golden Brooks (en) initialement castée dans le rôle de Trish Murtaugh, sera finalement remplacée par Keesha Sharp pour raisons créatives. Le jour même Johnathan Fernandez est casté dans le rôle de Scorsese.
Le 19 juillet 2017, est annoncé que Michelle Hurd rejoint la distribution de la seconde saison dans le rôle de Gina Santos, une chef de la police responsable du capitaine Brooks Avery, de Riggs et de Murtaugh avec qui elle a eu un passif. Il est également annoncé à la fin du mois de juillet que l'acteur Andrew Creer rejoint la série en tant que nouvel assistant de Sonya Bailey (Michelle Mitchenor) et dans le rôle de Zach Bowman.
Le 9 août 2017, est annoncé que Rex Linn rejoindra le casting de la seconde saison et y jouera Nathan Riggs, le père de Martin.
Le 8 mai 2018, quelques heures avant la diffusion du final de la seconde saison, Warner annonce le renvoi de Clayne Crawford de la série après les plaintes pour harcèlement moral qu'il faisait subir à plusieurs membres de l'équipe de tournage. Son rôle sera recasté selon des sources proches de la production, dans l'éventualité d'un renouvellement pour une troisième saison. Fox et Warner seraient donc à la recherche d'un autre comédien pour tenir le rôle de Martin Riggs. Le 13 mai 2018, la production annonce finalement que le rôle sera différent de celui de Martin Riggs et qu'il reviendra à Seann William Scott.
Le 3 octobre 2018, Damon Wayans annonce son départ de la série après le tournage des treize épisodes commandés pour la troisième saison, pour raisons personnelles.

### Tournage
La série est tournée à Los Angeles dans l'État de Californie aux États-Unis.

### Fiche technique
- Titre original : Lethal Weapon
- Titre français : L'Arme fatale
- Création : Matt Miller
- Réalisation :
- Scénario :
- Photographie : Ramsey Nickell, David Moxness
- Musique : Josh Kramon, Ben Decter, Tree Adams, Robert Lydecker et Vo Williams (musique thématique)
- Production : Kelly Van Horn
- Production déléguée : Matt Miller, Dan Lin, Jennifer Gwartz, McG
- Sociétés de production : Good Session Productions, Lin Pictures, Warner Bros. Television
- Société(s) de distribution : Warner Bros. Television Distribution
- Pays d'origine :  États-Unis
- Langue originale : anglais
- Genre : comédie policière
- Durée : 42 à 46 minutes
- Public : Adulte
  -  France : interdit aux moins de 10 ans
  -  Australie : interdit aux moins de 15
  -  Brésil : Interdit aux moins de 14 ans
  -  Canada : Interdit aux moins de 13 ans/ aux moins de 14 ans
  -  Danemark : interdit aux moins de 15 ans
  -  Finlande : interdit aux moins de 12 ans
  -  Allemagne : interdit aux moins de 16 ans
  -  Inde : interdit aux moins de 16 ans
  -  Irlande : interdit aux moins de 15 ans
  -  Pays-Bas : interdit aux moins de 12 ans
  -  Norvège : interdit aux moins de 15 ans (DVD) au moins de 12 ans (TV)
  -  Philippines : interdit aux moins de 16 ans
  -  Pologne : interdit aux moins de 15 ans
  -  Russie : interdit aux moins de 16 ans
  -  Singapour : interdit aux moins de 13 ans
  -  Corée du Sud : interdit aux moins de 15 ans
  -  Suède : interdit aux moins de 15 ans
  -  Royaume-Uni : interdit aux moins de 15 ans
  -  États-Unis : interdit aux moins de 14 ans
  -  Émirats arabes unis : interdit aux moins de 16 ans

## Épisodes
| Saisons | Saisons | Nombre d'épisodes | Diffusion originale sur FOX | Diffusion originale sur FOX |
| Saisons | Saisons | Nombre d'épisodes | Début de saison             | Fin de saison               |
| ------- | ------- | ----------------- | --------------------------- | --------------------------- |
|         | 1       | 18                | 21 septembre 2016           | 15 mars 2017                |
|         | 2       | 22                | 26 septembre 2017           | 8 mai 2018                  |
|         | 3       | 15                | 25 septembre 2018           | 26 février 2019             |

### Première saison (2016-2017)
1. Une équipe de choc (Lethal Weapon)
2. Dommages collatéraux (Surf N Turf)
3. En dernier recours (Best Buds)
4. À la dérobée (There Goes the Neighborhood)
5. Dérapage incontrôlé (Spilt Milk)
6. Retrouvailles (Ties That Bind)
7. L'Affaire était dans le sac (Fashion Police)
8. Tuer n'est pas jouer (Can I Get a Witness?)
9. Échos du passé (Jingle Bell Glock)
10. Que la fête commence (Homebodies)
11. Texas Ranger (Lawmen)
12. Repos forcé (Brotherly Love)
13. Confessions intimes (The Seal is Broken)
14. Sous surveillance (The Murtaugh File)
15. Léo pour vous servir (As Good as It Getz)
16. Violence inutile (Unnecessary Roughness)
17. Silence radio (A Problem Like Maria)
18. Aux origines (Commencement)

### Deuxième saison (2017-2018)
Elle a été diffusée du 26 septembre 2017 au 8 mai 2018.
1. Vacances au soleil (El Gringo Loco)
2. Poudre aux yeux (Dancing in September)
3. Fausses notes en coulisses (Born to Run)
4. Pères et filles (Flight Risk)
5. Le Gros Lot (Let it Ride)
6. Au nom de l'amitié (Gold Rush)
7. Le Petit oiseau va sortir (Birdwatching)
8. Oublie-moi si tu peux (Fork-Getta-Bout-It)
9. Le Retour du King (Fools Rush In)
10. Dangereuse fraternité (Wreck the Halls)
11. De l'argent par les fenêtres (Funny Money)
12. Remuer la boue (Diggin' Up Dirt)
13. Effet Placebo (Better Living Through Chemistry)
14. Frères et sœurs (Double Shot of Baileys)
15. Club Dorothy (An Inconvenient Ruth)
16. Têtes brûlées (Ruthless)
17. Fruits défendus (The Odd Couple)
18. Vieilles Canailles (Frankie Comes to Hollywood)
19. Le Mariage de Leo Getz (Leo Getz Hitched)
20. Mauvaises Fréquentations (Jesse's Girl)
21. Un air de famille (Family Ties)
22. Au nom du père (One Day More)

### Troisième saison (2018-2019)
Cette saison de quinze épisodes a été diffusée du 25 septembre 2018 au 26 février 2019.
1. Le Retour du soldat (In the Same Boat)
2. Trahisons en chaîne (Need to Know)
3. Ticket perdant (A Whole Lotto Trouble)
4. Injustice pour tous (Leo Getz Justice)
5. Dans les règles de l'art (Get the Picture)
6. Panama (Panama)
7. Bali (Bali)
8. Soirée entre hommes (What the Puck)
9. Un Noël qui sentait le sapin (Bad Santas)
10. Vengeance aveugle (There Will Be Bud)
11. Fenêtre sur cour d'hôtel (Dial M for Murtaugh)
12. Les Rogers de Roger / Qui veut la peau de Roger Murtaugh ? (The Roger and Me)
13. Les Coyotes (Coyote Ugly)
14. Jeu de dupes / Tactique d'intimidation  (A Game of Chicken)
15. L'Espion qui m'aimait / Very Bad Barnes (The Spy Who Loved Me)

NOTA : Les titres ajoutés en 2ème position sur E12 , E14 et E15 sont ceux affichées dans les titres dans les vidéo de ces épisodes et sur Allociné.fr (https://www.allocine.fr/series/ficheserie-19817/saison-33710/)

## Accueil

### Audiences
| Saisons | Saisons | Nombre d'épisodes | Jour et heure de diffusion | Diffusion originale sur FOX | Diffusion originale sur FOX | Année     | Audience moyenne (en millions) | Audience moyenne (en millions) | Audience moyenne (en millions) |
| Saisons | Saisons | Nombre d'épisodes | Jour et heure de diffusion | Début de saison             | Fin de saison               | Année     | Première                       | Finale                         | Moyenne                        |
| ------- | ------- | ----------------- | -------------------------- | --------------------------- | --------------------------- | --------- | ------------------------------ | ------------------------------ | ------------------------------ |
|         | 1       | 18                | Mercredi à 20 h            | 21 septembre 2016           | 15 mars 2017                | 2016-2017 | 7.93                           | 6.02                           | 8.63                           |
|         | 2       | 22                | Mardi à 20 h               | 26 septembre 2017           | 8 mai 2018                  | 2017-2018 | 4.37                           | 3.15                           | 5.38                           |

## Distinctions
| Année | Prix                                 | Catégorie                                 | Nomination       | Résultat   |
| ----- | ------------------------------------ | ----------------------------------------- | ---------------- | ---------- |
| 2017  | 19e cérémonie des Teen Choice Awards | Meilleure série d'action                  | L'Arme Fatale    | Nomination |
| 2017  | 19e cérémonie des Teen Choice Awards | Meilleur acteur dans une série d'action   | Clayne Crawford  | Nomination |
| 2017  | 19e cérémonie des Teen Choice Awards | Meilleure actrice dans une série d'action | Jordana Brewster | Nomination |
| 2018  | 20e cérémonie des Teen Choice Awards | Meilleure série d'action                  | L'Arme Fatale    | Nomination |
| 2018  | 20e cérémonie des Teen Choice Awards | Meilleur acteur dans une série d'action   | Damon Wayans     | Nomination |

## Produits dérivés

### Sorties DVD et Blu-ray
| Intitulé du coffret      | Nombre d'épisodes | Dates de sortie     | Dates de sortie   | Nombre de disques | Société de distribution |
| Intitulé du coffret      | Nombre d'épisodes | États-Unis (Zone 1) | France (Zone 2)   | Nombre de disques | Société de distribution |
| ------------------------ | ----------------- | ------------------- | ----------------- | ----------------- | ----------------------- |
| L'Arme Fatale - Saison 1 | 18                | 19 septembre 2017   | 27 septembre 2017 | 4                 | Warner Home Video       |

### Saga
- 1987 : L'Arme fatale
- 1989 : L'Arme fatale 2
- 1992 : L'Arme fatale 3
- 1998 : L'Arme fatale 4